# Clôture épistémique
La clôture épistémique est un principe de philosophie de la connaissance selon lequel notre connaissance est close sous l'implication connue. C'est-à-dire qu'on peut admettre comme une nouvelle "connaissance" ce qui est impliqué par nos connaissances actuelles. Si un individu sait que {\displaystyle P}, et qu'il sait que {\displaystyle P} implique {\displaystyle Q}, alors on acceptera de dire que l'individu sait que {\displaystyle Q}.
La clôture épistémique est décrite par Franck Lihoreau (2005) comme une idée de « sens commun », selon laquelle « nous nous pouvons connaître les conséquences de ce que nous savons, et d'étendre par là même notre base de connaissance ». Ce principe est toutefois contesté par plusieurs penseurs, et les débats à son sujet sont controversés.
De façon plus générale, on peut dire que la clôture s'applique à un ensemble {\displaystyle E} sous une relation {\displaystyle R}. Un ensemble {\displaystyle E} est dit « clos » sous {\displaystyle R} si, pour tout membre {\displaystyle x} de {\displaystyle E}, pour tout {\displaystyle y}, si {\displaystyle X} se tient dans la relation {\displaystyle R} à {\displaystyle y}, {\displaystyle y} est un membre de E.
Le principe de clôture épistémique est mis en jeu dans de nombreux arguments, en particulier ceux concernant le scepticisme. Les sceptiques et leurs adversaires ont souvent proposé des arguments qui s'appuient sur la clôture épistémique. L'expérience du Malin génie peut par exemple s'analyser comme :
1. Je ne sais pas qu'un malin génie ne me trompe pas. (connaissance initiale)
2. Si je ne sais pas (1), je ne sais pas que j'ai un corps. (implication de la connaissance initiale)
3. Je ne sais pas que j'ai un corps. (connaissance obtenue par implication)

Des adversaires du scepticisme, comme George Edward Moore, ont pour le contre-pied de ce type de raisonnement en conservant la clôture épistémique.[pas clair] Ils partent de la prémisse que nous savons que nous ne sommes pas trompés par un génie, pour en conclure que nous savons que nous avons un corps.